# Вантух Валентина Володимирівна
Валенти́на Володи́мирівна Ва́нтух (* 1944) — українська танцюристка, педагогиня та хореографка, народна артистка України (1999), лауреатка Ордена княгині Ольги 3-го (2003), 2-го (2007) і 1-го (2009) ступенів, ордена «За заслуги» 3-го (2012) й 2-го (2016) ступенів.

## Життєпис
Народилася 7 жовтня 1944 року в місті Дрогобич, адміністративному центрі Дрогобицької області (нині Львівська область). У 1960 році закінчила хореографічну школу при Львівському театрі опери й балету, викладач О. Голрідж.
Танцювала у Львівському ансамблі танцю «Юність», виконала соло в хореографічних композиціях:
- «Угорська рапсодія»,
- «Гуцульська рапсодія»,
- «Калиновий гай»,
- «Козачок»,
- «Чабани» (протягом 1962—1980 років).

Одночасно керує танцювальним гуртком львівського Палацу культури (1975—1981 роки), хореографка Київського самодіяльного ансамблю «Барвіночок» — для нього здійснила постановки:
- «Веснянки»,
- «Гуцулочка»,
- «Веселі каченята»,
- «Нащадки запорожців»,
- «Український святковий» (1984—1992 роки).

У 1992 році разом із чоловіком заснувала Дитячу хореографічну школу при Національному заслуженому ансамблі танцю України ім. П. Вірського, де відтоді й працює: художня керівниця, заступниця директора, із 2001 року — директор.
У 2001 році закінчила Державну академію керівних кадрів культури і мистецтв.
Працює над утвердженням розробленої Мирославом Вантухом системи безперервної підготовки артистів народно-сценічного танцю з 6 до 18 років, здійснює гастролі із учнями школи у багатьох країнах світу.
Дружина Мирослава Вантуха, мати Галини Вантух.